# Nem vicces
A Nem vicces (Not Funny) a South Park című amerikai animációs sorozat 276. része (a 20. évad 9. epizódja). Elsőként 2016. november 30-án sugározták az Egyesült Államokban. Magyarországon a magyar Comedy Central 2016. december 8-án mutatta be.
Az epizód, megkezdi lezárni az egész évadon átívelő cselekményszálakat, különös tekintettel az internetes trollkodással kapcsolatosra. Ebben az epizódban nem szerepel sem Stan Marsh, sem Kenny McCormick.

## Cselekmény
|  | Alább a cselekmény részletei következnek! |

Globális pánik tör ki a Trolltár beüzemelése miatt, és rengetegen kezdenek el letáborozni a SpaceX főhadiszállása előtt is, hogy a Marsra juthassanak. A rendőrség felhívja rá a figyelmet, hogy nem kell félni a Trolltártól, mert ha mindenki képes lesz ellenállni a vágynak, hogy használja azt, akkor nem derülhet ki senkiről semmi - természetesen sikertelenül. Kyle és Ike büntetésbe kerülnek, Gerald pedig felhívja őket FaceTime-on, és közli, hogy meg kell állítani a dánokat - provokálják ki valahogy az emberekből vagy az elnökből, hogy lépjen valamit. El is szöknek a templomba, ahol bátorítani próbálják a híveket azzal, hogy South Park korábban minden problémával meg tudott küzdeni, most pedig "hetek óta leragadtak a trolloknál meg a netes témánál". Sikerrel járnak, és azt találják ki, hogy felhívatják Mr. Garrisont Furkó úrral azzal, hogy győzze meg őt: bombázza le Dániát. Fel is dühíti azzal, hogy gyáva nyúlnak és "köcsögnek" nevezi őt, Garrison pedig elrendeli a támadást. Csakhogy Kyle később rájön arra, hogy Gerald még mindig Dániában van - a többi trollal együtt meztelenre vetkőztették, és bevitték egy szobába, ahol lekötözték őket. Kyle felhívja Garrison elnököt, hogy megkérje, mégse bombázza le Dániát, és a sértegetéseivel el is éri ezt. Gerald tárgyalást kér a Trolltár vezetőjétől, ahol mentegetni próbálja magát, mert azt hiszi, hogy meg akarják ölni. Kiderül számára, hogy a Trolltár valójában nem más, mint egy óriási trollkodás, és a cég vezére még csak nem is dán - Bedrager az egészet, amivel egymásnak ugraszthatja a világon az összes embert és megsemmisítheti Dániát, pusztán azért csinálja, mert viccesnek találja. Miközben Geraldot bezárja a szobába, a többi trollt és a dán dolgozókat is zár alá vonja, majd "megrickrollozza" őket. Ike és Kyle egy trükkel bezárják Sheilát a spájzba azért, hogy hozzáférhessenek a számítógéphez, amitől el vannak tiltva.
Ezalatt Heidi dolgozik a Marsra juttató rakéta kifejlesztésén, nem túl sok sikerrel. Cartman féltékeny lesz Buttersre, mert mindenki előtt ugyanúgy okosnak és viccesnek nevezi Heidit. Butters azonban elmondja, hogy neki nincsenek szándékai a lánnyal, mert ő tudja, hogy a nők úgyis összetörik a férfiak szívét, és tudja, hogy ez lesz Cartmannel is. Cartman kétségbeesik, mert miután látja, hogy Heidi nem halad semmire, nem érti, hogy miért nem okos és vicces többé. Hiába próbálja megkérni, hogy mondjon még vicceket, Heidi csakis a saját, emojianalízis nevű módszeréről tud beszélni. Később megoldja a rakétaproblémát, de Cartman ekkor már teljes pánikban van.

## Fordítás
Ez a szócikk részben vagy egészben  a   Not Funny című angol Wikipédia-szócikk ezen változatának fordításán alapul.  Az eredeti cikk szerkesztőit annak laptörténete sorolja fel. Ez a jelzés csupán a megfogalmazás eredetét és a szerzői jogokat jelzi, nem szolgál a cikkben szereplő információk forrásmegjelöléseként.